# Сезанн (Марна)
Сеза́нн (фр. Sézanne) — город и коммуна на северо-востоке Франции, в регионе Шампань — Арденны, департамента Марна.
Население — 5264 человек (2010).
Сеза́нн расположен на расстоянии около 105 км на восток от столицы государства Парижа и в 55 км северо-западнее от Шалон-ан-Шампань.

## Демография
- 1968: 5727
- 1975: 6201
- 1982: 6048
- 1990: 5829
- 1999: 5585
- 2007: 5741
- 2010: 5264

## Персоналии
- Дерош-Ноблькур, Кристина (1913—2011) — французский египтолог, писательница. Признанный специалист в области искусствоведения и археологии Древнего Египта.
- Пронь, Луи Гектор (1817—1902) — французский художник-пейзажист.

## Галерея

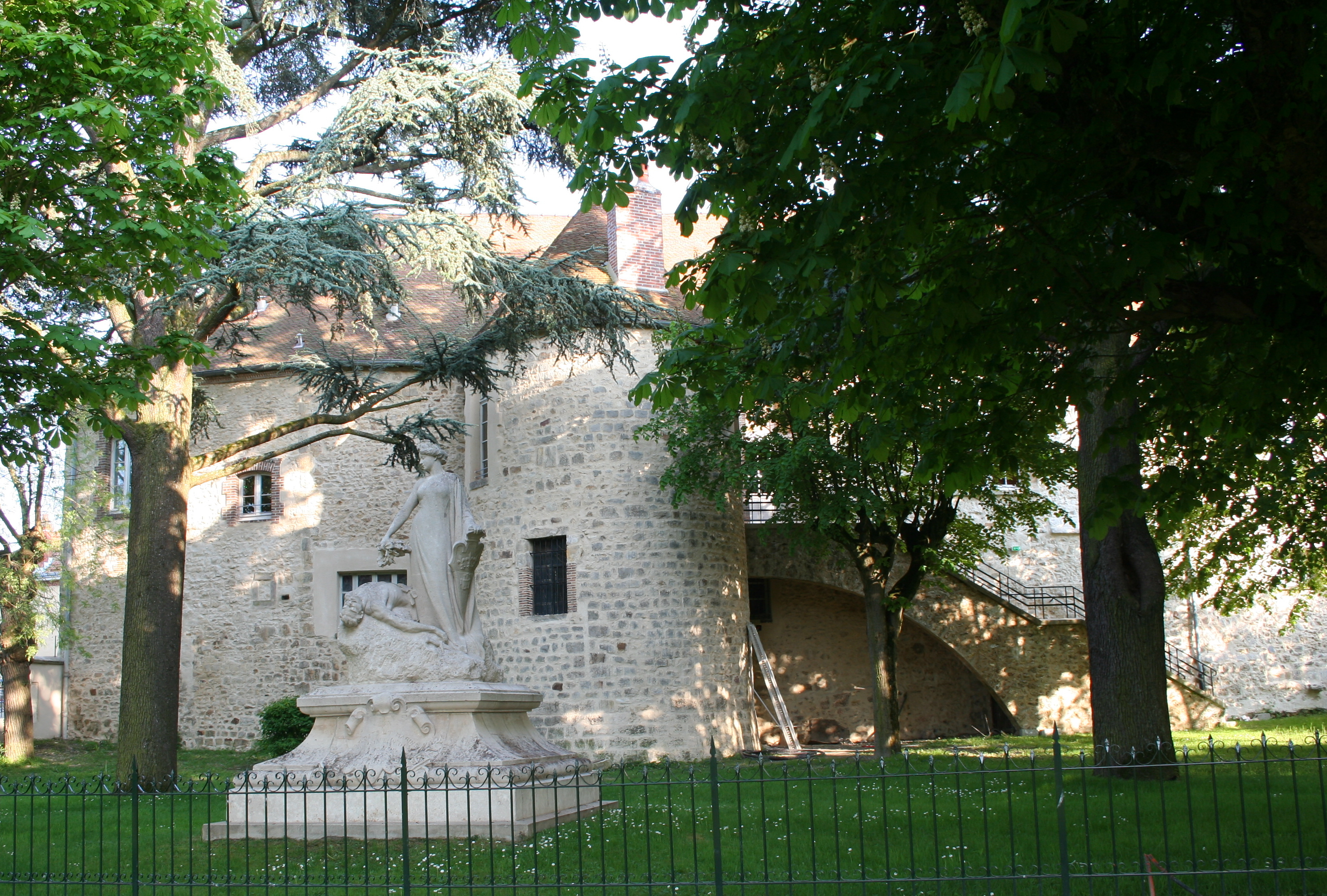
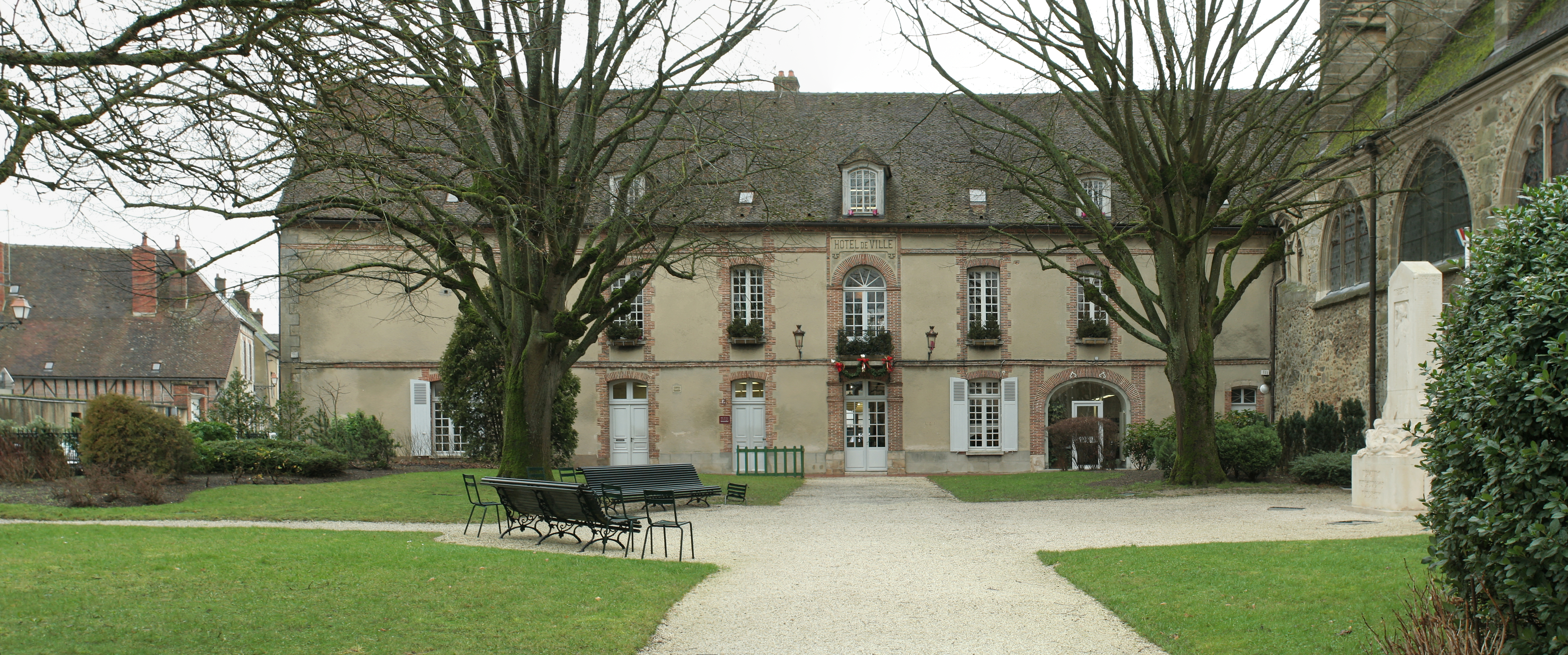
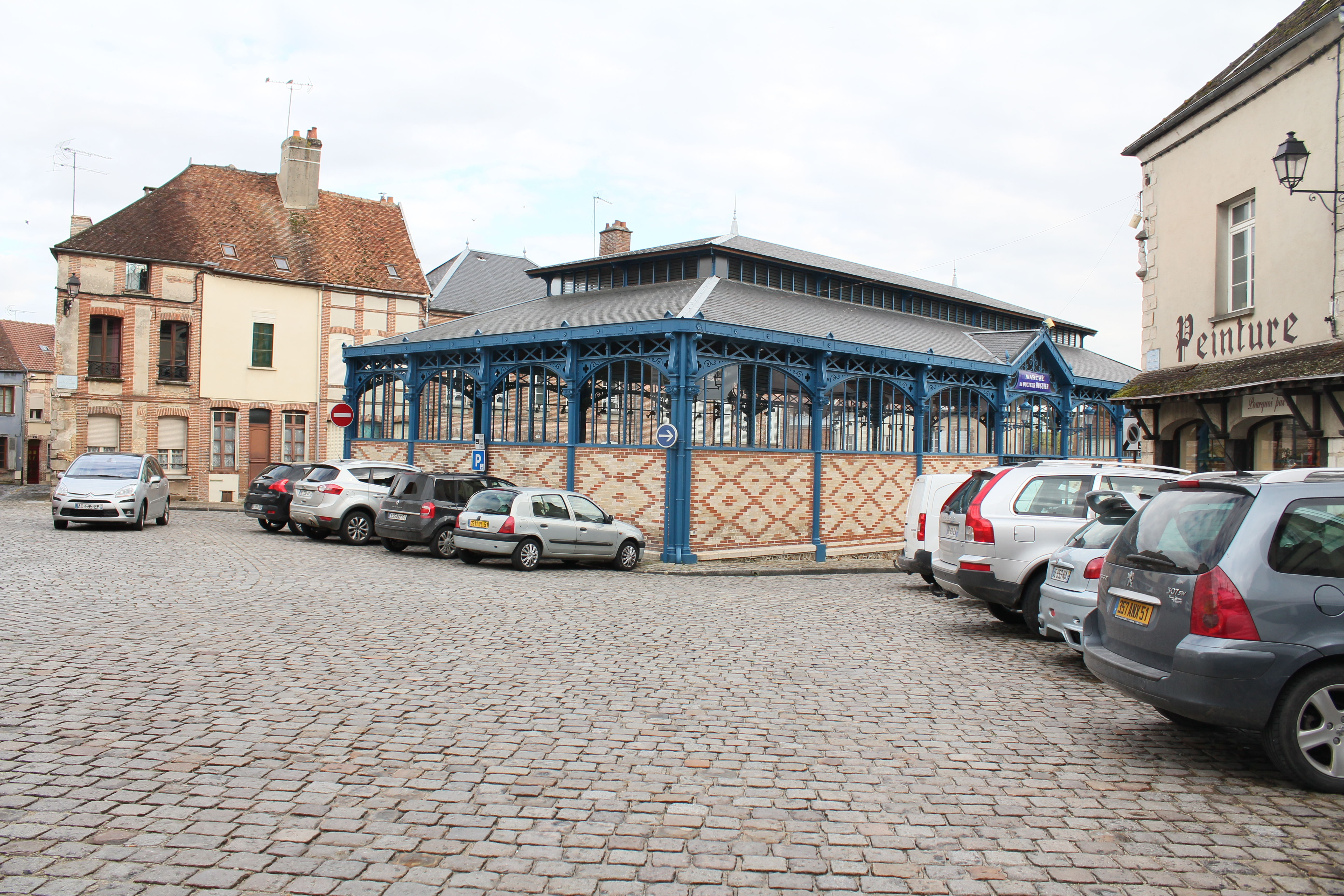
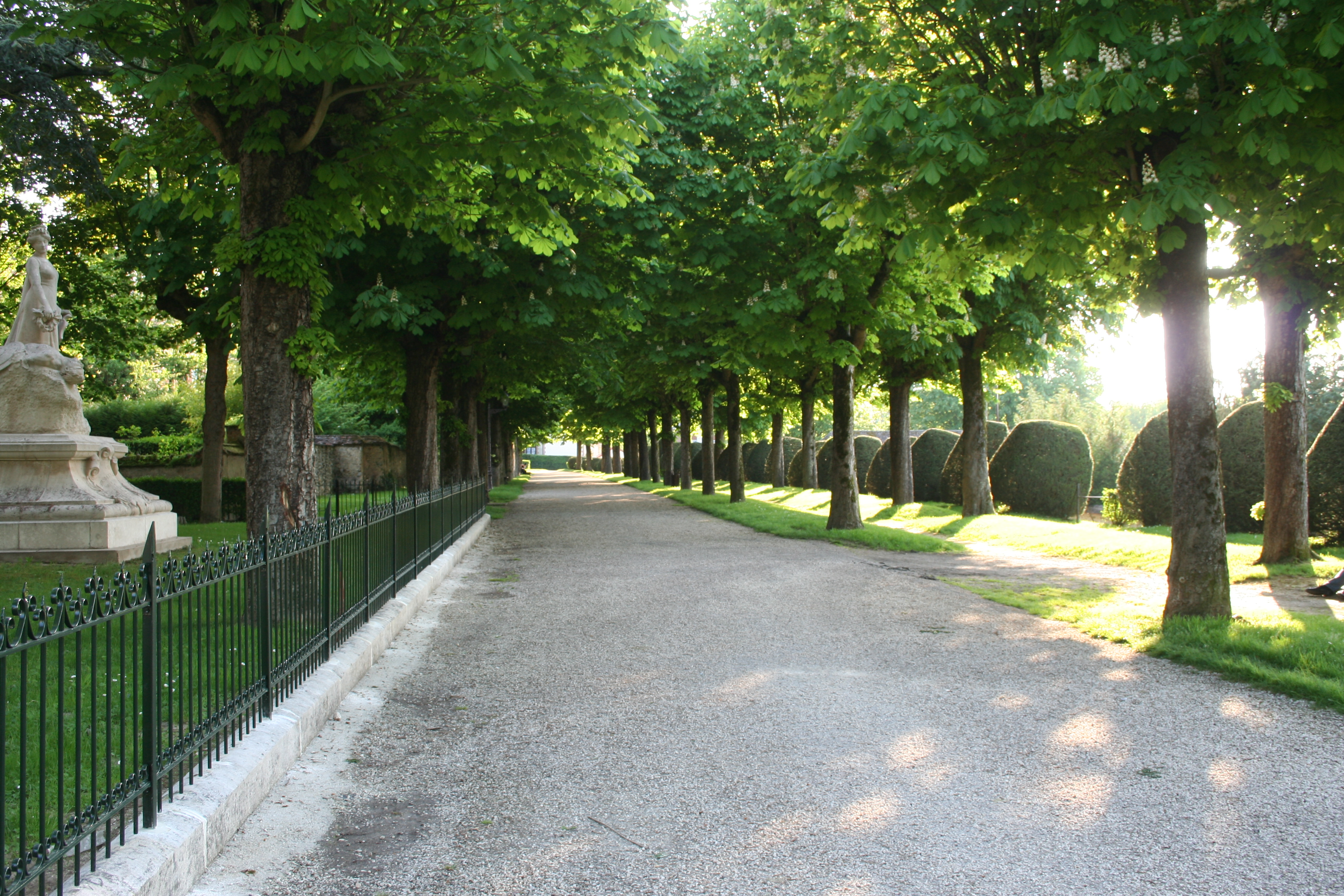

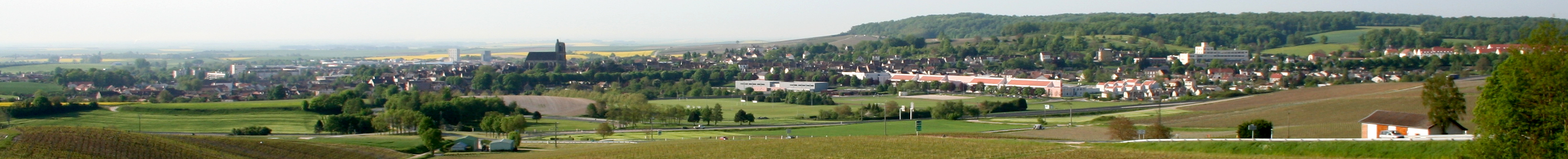
Панорама Сезанна